# Collegio elettorale di Alessandria (Senato della Repubblica)
Il collegio di Alessandria fu un collegio elettorale uninominale della Repubblica Italiana appartenente alla Circoscrizione Piemonte; fu utilizzato per eleggere un senatore della Repubblica nella XII, XIII e XIV legislatura.
Venne istituito nel 1993 con la cosiddetta Legge Mattarella (Legge n. 276, Norme per l'elezione del Senato della Repubblica), attuata in seguito al referendum abrogativo del 1993. La legge istituì per la Camera dei deputati e per il Senato della Repubblica un sistema di elezione misto, in parte maggioritario e in parte proporzionale. Il 75% dei parlamentari dell'assemblea veniva eletto in collegi uninominali tramite sistema maggioritario a turno unico; il restante 25% al Senato veniva eletto tramite recupero proporzionale dei più votati non eletti attraverso un meccanismo di calcolo denominato scorporo, cioè sottraendo dal conteggio dei voti totali di una lista nella parte proporzionale i voti ottenuti dai candidati collegati alla medesima lista che erano eletti nei collegi uninominali con il sistema maggioritario.
Il collegio venne abolito insieme a tutti gli altri che costituivano il Senato con la promulgazione della legge elettorale successiva, la cosiddetta Legge Calderoli. Questa prevedeva un sistema proporzionale con premio di maggioranza, che al Senato veniva attribuito a livello regionale.

## Territorio
Il collegio di Alessandria era uno dei 17 collegi uninominali in cui era suddiviso il Piemonte; come previsto dal D.Lgs. del 20 dicembre 1993 n. 535, era compreso nella provincia di Alessandria e comprendeva i seguenti comuni: Albera Ligure, Alessandria, Alluvioni Cambiò, Alzano Scrivia, Arquata Scrivia, Avolasca, Basaluzzo, Belforte Monferrato, Berzano di Tortona, Borghetto di Borbera, Borgoratto Alessandrino, Bosco Marengo, Bosio, Brignano Frascata, Cabella Ligure, Cantalupo Ligure, Capriata d'Orba, Carbonara Scrivia, Carezzano, Carpeneto, Carrega Ligure, Carrosio, Casal Cermelli, Casaleggio Boiro, Casalnoceto, Casasco, Cassano Spinola, Castellanìa, Castellar Guidobono, Castellazzo Bormida, Castelletto d'Orba, Castelnuovo Bormida, Castelnuovo Scrivia, Castelspina, Cerreto Grue, Costa Vescovato, Cremolino, Dernice, Fabbrica Curone, Fraconalto, Francavilla Bisio, Frascaro, Fresonara, Frugarolo, Gamalero, Garbagna, Gavazzana, Gavi, Gremiasco, Grondona, Guazzora, Isola Sant'Antonio, Lerma, Molare, Molino dei Torti, Momperone, Mongiardino Ligure, Monleale,  Montacuto, Montaldeo, Montaldo Bormida, Montecastello, Montegioco, Montemarzino, Mornese, Novi Ligure, Ovada, Paderna, Parodi Ligure, Pasturana, Pietra Marazzi, Piovera, Pontecurone, Pozzol Groppo, Pozzolo Formigaro, Predosa, Rivalta Bormida, Rocca Grimalda, Roccaforte Ligure, Rocchetta Ligure, Sale, San Cristoforo, San Sebastiano Curone, Sant'Agata Fossili, Sardigliano, Sarezzano, Serravalle Scrivia, Sezzadio, Silvano d'Orba, Spineto Scrivia, Stazzano, Tagliolo Monferrato, Tassarolo, Tortona, Trisobbio, Vignole Borbera, Viguzzolo, Villalvernia, Villaromagnano, Volpedo, Volpeglino e Voltaggio.

## Eletti
| Elezione | Elezione | Senatore        | Partito                 |
| -------- | -------- | --------------- | ----------------------- |
|          | 1994     | Giorgio Gandini | Polo delle Libertà (LN) |
|          | 1996     | Enrico Morando  | L'Ulivo (PDS)           |
|          | 2001     | Rossana Boldi   | Casa delle Libertà (LN) |

## Dati elettorali

### XII legislatura
|                               | Giorgio Gandini ✔️ Eletto        | Polo delle Libertà         | 66 301  | 37,01 |  |  |  |  |  |
|                               | Antonio Enrico Morando ✔️ Eletto | Progressisti               | 55 377  | 30,91 |  |  |  |  |  |
|                               | Francesco Pietro Stradella       | Patto per l'Italia         | 25 067  | 13,99 |  |  |  |  |  |
|                               | Massimo Griffini                 | Alleanza Nazionale         | 14 527  | 8,11  |  |  |  |  |  |
|                               | Ionnes Albertoni                 | Lista Pannella-Riformatori | 6 604   | 3,69  |  |  |  |  |  |
|                               | Quintilio Benvenuto              | Partito Pensionati         | 4 862   | 2,71  |  |  |  |  |  |
|                               | Giuseppa Zaffino                 | Verdi Verdi                | 3 592   | 2,00  |  |  |  |  |  |
|                               | Antonio Ricco                    | Lega per il Piemonte       | 2 479   | 1,38  |  |  |  |  |  |
|                               | Pietro Caliandro                 | Rinnovamento               | 355     | 0,20  |  |  |  |  |  |
| Totale                        | Totale                           | Totale                     | 179 164 | 100   |  |  |  |  |  |
|                               |                                  |                            |         |       |  |  |  |  |  |
| Voti non validi               | Voti non validi                  | Voti non validi            | 12 339  | 6,44  |  |  |  |  |  |
| Votanti                       | Votanti                          | Votanti                    | 191 503 | 88,73 |  |  |  |  |  |
| Elettori                      | Elettori                         | Elettori                   | 215 837 |       |  |  |  |  |  |
|                               |                                  |                            |         |       |  |  |  |  |  |
| Data: 27-28 marzo 1994        |                                  |                            |         |       |  |  |  |  |  |
| Fonte: Ministero dell'interno |                                  |                            |         |       |  |  |  |  |  |

### XIII legislatura
|                               | Antonio Enrico Morando ✔️ Eletto | L'Ulivo                   | 75 278  | 43,11 |  |  |  |  |  |
|                               | Eugenio Filograna ✔️ Eletto      | Polo per le Libertà       | 60 440  | 34,62 |  |  |  |  |  |
|                               | Giovanni Battista Daniele Poggio | Lega Nord                 | 29 421  | 16,85 |  |  |  |  |  |
|                               | Quintilio Benvenuto              | Partito Pensionati        | 2 966   | 1,70  |  |  |  |  |  |
|                               | Amelia Franco                    | Verdi Verdi               | 2 717   | 1,56  |  |  |  |  |  |
|                               | Paolo Antonio Silvano            | Mani Pulite               | 1 637   | 0,94  |  |  |  |  |  |
|                               | Michele Formichella              | Socialista                | 1 320   | 0,76  |  |  |  |  |  |
|                               | Giuseppe Monta                   | Piemonte Nazione d'Europa | 823     | 0,47  |  |  |  |  |  |
| Totale                        | Totale                           | Totale                    | 174 602 | 100   |  |  |  |  |  |
|                               |                                  |                           |         |       |  |  |  |  |  |
| Voti non validi               | Voti non validi                  | Voti non validi           | 11 134  | 5,99  |  |  |  |  |  |
| Votanti                       | Votanti                          | Votanti                   | 185 736 | 85,65 |  |  |  |  |  |
| Elettori                      | Elettori                         | Elettori                  | 216 853 |       |  |  |  |  |  |
|                               |                                  |                           |         |       |  |  |  |  |  |
| Data: 21 aprile 1996          |                                  |                           |         |       |  |  |  |  |  |
| Fonte: Ministero dell'interno |                                  |                           |         |       |  |  |  |  |  |

### XIV legislatura
|                               | Rossana Lidia Boldi ✔️ Eletto    | Casa delle Libertà                   | 77 628  | 44,98 |  |  |  |  |  |
|                               | Antonio Enrico Morando ✔️ Eletto | L'Ulivo                              | 68 722  | 39,82 |  |  |  |  |  |
|                               | Francesco Moro                   | Partito della Rifondazione Comunista | 9 592   | 5,56  |  |  |  |  |  |
|                               | Walter Roberto Ferrari           | Lista Di Pietro                      | 5 269   | 3,05  |  |  |  |  |  |
|                               | Ionnes Albertoni in Grosso       | Lista Pannella-Bonino                | 3 896   | 2,26  |  |  |  |  |  |
|                               | Marco Giuseppe Pestarino         | Democrazia Europea                   | 2 946   | 1,71  |  |  |  |  |  |
|                               | Maurizio Zingales                | Fiamma Tricolore                     | 2 358   | 1,37  |  |  |  |  |  |
|                               | Giulia Rolando                   | Verdi Verdi                          | 2 183   | 1,26  |  |  |  |  |  |
| Totale                        | Totale                           | Totale                               | 172 594 | 100   |  |  |  |  |  |
|                               |                                  |                                      |         |       |  |  |  |  |  |
| Voti non validi               | Voti non validi                  | Voti non validi                      | 9 568   | 5,25  |  |  |  |  |  |
| Votanti                       | Votanti                          | Votanti                              | 182 162 | 83,69 |  |  |  |  |  |
| Elettori                      | Elettori                         | Elettori                             | 217 659 |       |  |  |  |  |  |
|                               |                                  |                                      |         |       |  |  |  |  |  |
| Data: 13 maggio 2001          |                                  |                                      |         |       |  |  |  |  |  |
| Fonte: Ministero dell'interno |                                  |                                      |         |       |  |  |  |  |  |